# صبغة ذات اثنتي عشرة سداة
الصًبغة ذات الاثنتي عشرة سداة (باللاتينية: Phytolacca dodecandra) نوع نباتي يتبع جنس الصًبغة من الفصيلة الصبغية (باللاتينية: Phytolaccaceae). النبات عالي السمية.

## البيئة والانتشار
ينتشر في أثيوبيا وأوغندا وتنزانيا وووسط وغرب أفريقيا.